# Hasan Habib
Hasan Habib (arabisch حسن حبيب; * 19. April 1962 in Karatschi, Pakistan) ist ein professioneller US-amerikanisch-pakistanischer Pokerspieler.

## Werdegang
In seinen jungen Jahren war Habib in Pakistan Landesmeister im Tennis. Mit 18 Jahren zog er in die Vereinigten Staaten, wo er an der University of Redlands Betriebswirtschaft studierte. Er war zudem Inhaber einer internationalen Videothekenkette. Im Jahre 1985 begann er zu Pokern und nahm drei Jahre später an den ersten Turnieren teil.
Beim Main Event der World Poker Tour im Hotel Bellagio am Las Vegas Strip wurde er im April 2004 hinter Martin De Knijff Zweiter und gewann knapp 1,4 Millionen US-Dollar. Bei der World Series of Poker (WSOP) in Las Vegas gewann er einen Monat später ein Bracelet in der Variante Seven Card Stud Hi-Lo Split sowie über 90.000 US-Dollar Preisgeld. Im Oktober 2005 gewann Habib online unter seinem Nickname Snow Leopard ein Turnier der World Championship of Online Poker auf der Plattform PokerStars. Ihm gelang es, über ein Teilnehmerfeld von 3062 Spielern zu siegen und erhielt dafür mehr als 300.000 US-Dollar. Im nächsten Jahr gelang es ihm wieder an den Finaltisch der WPT im Bellagio zu kommen. Er schied als Dritter aus und gewann knapp 900.000 US-Dollar. Bisher kam er 26-mal in die Geldränge bei der WSOP am Las Vegas Strip. Dabei wurde er Zweiter in Omaha Hi-Lo im Jahr 2000 sowie Vierter beim Main Event im selben Jahr, wofür er 326.000 US-Dollar erhielt. Bei der WSOP 2010 erzielte er mit dem 14. Platz und rund 500.000 US-Dollar erneut ein sehr gutes Ergebnis beim Main Event. Seine bis dato letzte Live-Geldplatzierung erzielte er bei der WSOP 2015.
Insgesamt hat sich Habib mit Poker bei Live-Turnieren mehr als 5,5 Millionen US-Dollar erspielt.